# Slowakische Badmintonmeisterschaft 1971
Die Slowakische Badmintonmeisterschaft 1971 war die fünfte offizielle Auflage der Titelkämpfe im Badminton in der Slowakei. Sie fand vom 27. bis zum 28. März 1971 in Banská Bystrica statt.

## Medaillengewinner
| Disziplin    | Gold                         | Silber                            | Bronze                        |
| ------------ | ---------------------------- | --------------------------------- | ----------------------------- |
| Herreneinzel | Jaroslav Kozák               | Ján Šandorčin                     | Jozef Žuffa                   |
| Dameneinzel  | Mária Ferková                | Milena Kehrová                    | Anna Stehlíková               |
| Herrendoppel | Jaroslav Kozák Jozef Kovér   | Štefan Vaško Ján Šandorčin        | Jozef Žuffa Mikuláš Starec    |
| Damendoppel  | Mária Ferková Milena Kehrová | Oľga Plačková Stanislava Michnová | Angela Fričová Mária Veselá   |
| Mixed        | Jaroslav Kozák Mária Ferková | Jozef Žuffa Oľga Plačková         | Ján Šandorčin Viera Koľveková |